# Serie B 2014-2015 (rugby a 15)
Il campionato di serie B di rugby a 15 2014-2015 è la dodicesima edizione e rappresenta il terzo livello del campionato italiano di rugby.

## Regolamento
Il torneo prevede la partecipazione di 48 squadre divise in quattro gironi su base territoriale. I gironi 2 e 4 a loro volta sono raggruppati in due pool da 6 squadre ciascuno: le prime tre classificate al termine della prima fase accedono alla pool promozione, viceversa le altre tre accedono alla pool retrocessione.
Al termine della stagione regolare le prime due classificate dei gironi e delle pool promozione si affrontano nei play-off che determinano le quattro squadre promosse in Serie A con partite di andata e ritorno, mentre le ultime due classificate dei gironi e delle pool retrocessione retrocedono in Serie C1.

## Squadre partecipanti

### Girone 1
- Amatori Alghero[1]
- Amatori Capoterra
- Amatori Parma
- Bergamo
- Biella
- Grande Milano
- Gussago
- Lecco
- Parabiago
- Parma
- Sondrio
- VII Rugby Torino

### Girone 2

#### Pool 1
- Modena
- Noceto
- Reno Bologna
- Pesaro
- Romagna
- Vasari Arezzo

#### Pool 2
- Civitavecchia
- Cecina[2]
- Livorno
- Paganica
- Tirreno
- Viterbo

### Girone 3
- Bassa Bresciana
- Caimani
- Casale
- CUS Brescia[3]
- CUS Ferrara
- CUS Padova
- Mirano
- Paese
- Silea[4]
- Lyons VeneziaMestre[5]
- Villadose
- Villorba

### Girone 4

#### Pool 1
- Capitolina A
- Colleferro
- CUS Roma
- Frascati
- Partenope
- Primavera

#### Pool 2
- Amatori Messina
- Amatori Catania
- Benevento
- Heliantide[6]
- Ragusa
- Svicat

## Stagione regolare

### Girone 1
| 5-10-2014 | 1ª/12ª giornata            | 18-1-2015 |
| --------- | -------------------------- | --------- |
| 32-12     | Am. Capoterra - VII Torino | 15-18     |
| 19-8      | Bergamo - Gussago          | 0-15      |
| 5-24      | Am. Parma - Grande Milano  | 5-23      |
| 37-6      | Lecco - Sondrio            | 14-8      |
| 44-26     | Parabiago - Am. Alghero    | 54-16     |
| 18-13     | Biella - Parma             | 22-21     |

| 26-10-2014 | 4ª/15ª giornata         | 22-2-2015 |
| ---------- | ----------------------- | --------- |
| 25-38      | Parma - Am. Capoterra   | 16-32     |
| 29-17      | Sondrio - VII Torino    | 24-18     |
| 81-0       | Biella - Bergamo        | 13-12     |
| 39-8       | Am. Alghero - Am. Parma | 0-20      |
| 5-42       | Gussago - Parabiago     | 7-73      |
| 10-23      | Grande Milano - Lecco   | 0-24      |

| 30-11-2014 | 7ª/18ª giornata         | 12-4-2015 |
| ---------- | ----------------------- | --------- |
| 48-12      | Am. Capoterra - Bergamo | 11-19     |
| 33-0       | VII Torino - Gussago    | 20-14     |
| 34-5       | Parabiago - Am. Parma   | 54-10     |
| 13-19      | Lecco - Biella          | 22-10     |
| 10-34      | Parma - Am. Alghero     | 18-29     |
| 28-26      | Sondrio - Grande Milano | 10-26     |

| 21-12-2014 | 10ª/21ª giornata            | 3-5-2015 |
| ---------- | --------------------------- | -------- |
| 33-15      | Parabiago - Am. Capoterra   | 33-18    |
| 43-6       | Lecco - VII Torino          | 32-20    |
| 15-24      | Bergamo - Sondrio           | 17-45    |
| 30-3       | Am. Parma - Parma           | 25-7     |
| 60-3       | Biella - Gussago            | 19-8     |
| 22-14      | Am. Alghero - Grande Milano | 5-56     |

| 12-10-2014 | 2ª/13ª giornata               | 25-1-2015 |
| ---------- | ----------------------------- | --------- |
| 29-0       | Grande Milano - Am. Capoterra | 19-20     |
| 25-7       | VII Torino - Bergamo          | 24-27     |
| 21-24      | Gussago - Am. Parma           | 3-20      |
| 16-21      | Parma - Lecco                 | 3-24      |
| 18-13      | Sondrio - Parabiago           | 10-44     |
| 34-15      | Am. Alghero - Biella          | 9-19      |

| 2-11-2014 | 5ª/16ª giornata            | 8-3-2015 |
| --------- | -------------------------- | -------- |
| 48-31     | Am. Capoterra - Gussago    | 29-20    |
| 15-42     | VII Torino - Grande Milano | 0-70     |
| 8-50      | Bergamo - Am. Parma        | 12-16    |
| 45-17     | Lecco - Am. Alghero        | 17-24    |
| 32-17     | Parabiago - Biella         | 29-16    |
| 10-7      | Parma - Sondrio            | 27-39    |

| 7-12-2014 | 8ª/19ª giornata             | 19-4-2015 |
| --------- | --------------------------- | --------- |
| 30-12     | Am. Alghero - Am. Capoterra | 10-23     |
| 73-10     | Parabiago - VII Torino      | 91-5      |
| 7-20      | Bergamo - Lecco             | 11-24     |
| 5-24      | Am. Parma - Sondrio         | 16-26     |
| 7-41      | Gussago - Parma             | 20-31     |
| 22-17     | Biella - Grande Milano      | 12-60     |

| 11-1-2015 | 11ª/22ª giornata        | 10-5-2015 |
| --------- | ----------------------- | --------- |
| 14-29     | Am. Capoterra - Lecco   | 14-12     |
| 33-31     | VII Torino - Am. Parma  | 32-62     |
| 70-7      | Grande Milano - Bergamo | 61-24     |
| 6-43      | Gussago - Am. Alghero   | 16-33     |
| 12-43     | Parma - Parabiago       | 36-27     |
| 24-29     | Sondrio - Biella        | 38-36     |

| 19-10-2014 | 3ª/14ª giornata           | 1-2-2015 |
| ---------- | ------------------------- | -------- |
| 20-23      | Am. Capoterra - Sondrio   | 22-29    |
| 36-7       | VII Torino - Parma        | 12-55    |
| 13-20      | Bergamo - Am. Alghero     | 15-36    |
| 12-27      | Am. Parma - Biella        | 20-25    |
| 43-3       | Lecco - Gussago           | 25-10    |
| 29-13      | Parabiago - Grande Milano | 11-29    |

| 9-11-2014 | 6ª/17ª giornata          | 29-3-2015 |
| --------- | ------------------------ | --------- |
| 44-15     | Biella - Am. Capoterra   | 21-32     |
| 25-17     | Am. Alghero - VII Torino | 25-15     |
| 7-50      | Bergamo - Parabiago      | 5-87      |
| 0-17      | Am. Parma - Lecco        | 10-24     |
| 0-40      | Gussago - Sondrio        | 20-40     |
| 52-19     | Grande Milano - Parma    | 8-3       |

| 14-12-2014 | 9ª/20ª giornata           | 26-4-2015 |
| ---------- | ------------------------- | --------- |
| 41-12      | Am. Capoterra - Am. Parma | 19-31     |
| 5-40       | VII Torino - Biella       | 13-56     |
| 36-3       | Parma - Bergamo           | 39-33     |
| 68-5       | Grande Milano - Gussago   | 57-5      |
| 9-6        | Lecco - Parabiago         | 7-31      |
| 31-31      | Sondrio - Am. Alghero     | 10-17     |

#### Classifica
|  |     | Squadra           | G  | V  | N | P  | PF  | PS  | P±   | B  | Pen | Pt |
|  | --- | ----------------- | -- | -- | - | -- | --- | --- | ---- | -- | --- | -- |
|  | 1.  | Parabiago         | 22 | 18 | 0 | 4  | 933 | 296 | 637  | 21 | 0   | 93 |
|  | 2.  | Lecco             | 22 | 18 | 0 | 4  | 529 | 243 | 286  | 14 | 0   | 86 |
|  | 3.  | Grande Milano     | 22 | 15 | 0 | 7  | 765 | 296 | 469  | 14 | 0   | 74 |
|  | 4.  | Sondrio           | 22 | 14 | 1 | 7  | 533 | 460 | 73   | 16 | 0   | 74 |
|  | 5.  | Biella            | 22 | 15 | 0 | 7  | 621 | 432 | 189  | 8  | 0   | 68 |
|  | 6.  | Amatori Alghero   | 22 | 14 | 1 | 7  | 523 | 478 | 45   | 8  | 4   | 62 |
|  | 7.  | Amatori Capoterra | 22 | 11 | 0 | 11 | 518 | 507 | 11   | 12 | 0   | 56 |
|  | 8.  | Amatori Parma     | 22 | 9  | 0 | 13 | 417 | 482 | −65  | 9  | 0   | 45 |
|  | 9.  | Parma             | 22 | 7  | 0 | 15 | 448 | 559 | −111 | 11 | 0   | 39 |
|  | 10. | VII Rugby Torino  | 22 | 5  | 0 | 17 | 381 | 805 | −424 | 9  | 0   | 29 |
|  | 11. | Bergamo           | 22 | 3  | 0 | 19 | 273 | 810 | −537 | 7  | 0   | 19 |
|  | 12. | Gussago           | 22 | 2  | 0 | 20 | 233 | 806 | −573 | 2  | 0   | 10 |

### Girone 2

#### Prima fase

##### Pool 1
| 5-10-2014 | 1ª/6ª giornata         | 9-11-2014 |
| --------- | ---------------------- | --------- |
| 29-16     | Romagna - Reno Bologna | 37-23     |
| 22-15     | Pesaro - Modena        | 17-19     |
| 41-11     | Noceto - Vasari Arezzo | 19-24     |

| 26-10-2014 | 4ª/9ª giornata         | 14-12-2014 |
| ---------- | ---------------------- | ---------- |
| 17-22      | Reno Bologna - Modena  | 20-17      |
| 26-11      | Romagna - Noceto       | 17-29      |
| 31-10      | Pesaro - Vasari Arezzo | 16-16      |

| 12-10-2014 | 2ª/7ª giornata          | 30-11-2014 |
| ---------- | ----------------------- | ---------- |
| 17-24      | Modena - Noceto         | 10-21      |
| 31-22      | Reno Bologna - Pesaro   | 13-28      |
| 15-19      | Vasari Arezzo - Romagna | 12-29      |

| 2-11-2014 | 5ª/10ª giornata              | 21-12-2014 |
| --------- | ---------------------------- | ---------- |
| 28-20     | Noceto - Pesaro              | 10-25      |
| 19-39     | Modena - Romagna             | 12-34      |
| 18-35     | Vasari Arezzo - Reno Bologna | 0-50       |

| 19-10-2014 | 3ª/8ª giornata         | 7-12-2014      |
| ---------- | ---------------------- | -------------- |
| 17-8       | Pesaro - Romagna       | 12-38 (a tav.) |
| 27-6       | Noceto - Reno Bologna  | 29-12          |
| 18-12      | Modena - Vasari Arezzo | 19-21          |

###### Classifica
|  |    | Squadra       | G  | V | N | P | PF  | PS  | P±   | B | Pen | Pt |
|  | -- | ------------- | -- | - | - | - | --- | --- | ---- | - | --- | -- |
|  | 1. | Romagna       | 10 | 8 | 0 | 2 | 276 | 167 | 109  | 5 | 0   | 37 |
|  | 2. | Noceto        | 10 | 7 | 0 | 3 | 239 | 168 | 71   | 5 | 0   | 33 |
|  | 3. | Pesaro        | 10 | 5 | 1 | 4 | 210 | 188 | 22   | 4 | 4   | 22 |
|  | 4. | Reno Bologna  | 10 | 4 | 0 | 6 | 223 | 229 | −6   | 4 | 0   | 20 |
|  | 5. | Modena        | 10 | 3 | 0 | 7 | 168 | 227 | −59  | 4 | 0   | 16 |
|  | 6. | Vasari Arezzo | 10 | 2 | 1 | 7 | 140 | 277 | −137 | 2 | 0   | 12 |

##### Pool 2
| 5-10-2014 | 1ª/6ª giornata                | 9-11-2014 |
| --------- | ----------------------------- | --------- |
| 18-20     | Em. Cecina - Viterbo          | 10-31     |
| 25-18     | Civitavecchia - Union Tirreno | 6-24      |
| 22-12     | Paganica - Livorno            | 10-18     |

| 26-10-2014 | 4ª/9ª giornata          | 14-12-2014 |
| ---------- | ----------------------- | ---------- |
| 15-31      | Viterbo - Union Tirreno | 12-28      |
| 22-26      | Em. Cecina - Paganica   | 3-31       |
| 50-11      | Civitavecchia - Livorno | 10-21      |

| 12-10-2014 | 2ª/7ª giornata           | 30-11-2014 |
| ---------- | ------------------------ | ---------- |
| 28-10      | Union Tirreno - Paganica | 25-27      |
| 5-28       | Viterbo - Civitavecchia  | 14-59      |
| 34-3       | Livorno - Em. Cecina     | 38-14      |

| 2-11-2014 | 5ª/10ª giornata            | 21-12-2014 |
| --------- | -------------------------- | ---------- |
| 20-13     | Paganica - Civitavecchia   | 12-34      |
| 24-10     | Union Tirreno - Em. Cecina | 20-0       |
| 26-5      | Livorno - Viterbo          | 26-17      |

| 19-10-2014 | 3ª/8ª giornata             | 7-12-2014 |
| ---------- | -------------------------- | --------- |
| 33-0       | Civitavecchia - Em. Cecina | 17-7      |
| 41-8       | Paganica - Viterbo         | 21-12     |
| 20-16      | Livorno - Union Tirreno    | 19-13     |

###### Classifica
|  |    | Squadra       | G  | V | N | P  | PF  | PS  | P±   | B | Pen | Pt |
|  | -- | ------------- | -- | - | - | -- | --- | --- | ---- | - | --- | -- |
|  | 1. | Livorno       | 10 | 8 | 0 | 2  | 225 | 160 | 65   | 3 | 0   | 35 |
|  | 2. | Civitavecchia | 10 | 7 | 0 | 3  | 275 | 132 | 143  | 6 | 0   | 34 |
|  | 3. | Tirreno       | 10 | 6 | 0 | 4  | 227 | 144 | 83   | 8 | 0   | 32 |
|  | 4. | Paganica      | 10 | 7 | 0 | 3  | 220 | 175 | 45   | 2 | 0   | 30 |
|  | 5. | Viterbo       | 10 | 2 | 0 | 8  | 139 | 288 | −149 | 1 | 0   | 9  |
|  | 6. | Cecina        | 10 | 0 | 0 | 10 | 87  | 274 | −187 | 2 | 4   | −2 |

#### Seconda fase

##### Pool promozione
| 18-1-2015 | 1ª/6ª giornata         | 29-3-2015 |
| --------- | ---------------------- | --------- |
| 35-16     | Noceto - Union Tirreno | 19-24     |
| 34-17     | Pesaro - Civitavecchia | 24-44     |
| 29-16     | Livorno - Romagna      | 22-17     |

| 22-2-2015 | 4ª/9ª giornata          | 26-4-2015 |
| --------- | ----------------------- | --------- |
| 11-15     | Livorno - Noceto        | 18-20     |
| 27-12     | Pesaro - Union Tirreno  | 24-22     |
| 15-26     | Romagna - Civitavecchia | 21-31     |

| 25-1-2015 | 2ª/7ª giornata          | 12-4-2015 |
| --------- | ----------------------- | --------- |
| 18-13     | Civitavecchia - Noceto  | 9-19      |
| 26-29     | Romagna - Pesaro        | 17-19     |
| 12-22     | Union Tirreno - Livorno | 18-29     |

| 8-3-2015 | 5ª/10ª giornata         | 3-5-2015 |
| -------- | ----------------------- | -------- |
| 14-10    | Noceto - Pesaro         | 33-17    |
| 20-13    | Union Tirreno - Romagna | 15-39    |
| 26-28    | Civitavecchia - Livorno | 15-13    |

| 1-2-2015 | 3ª/8ª giornata                | 19-4-2015 |
| -------- | ----------------------------- | --------- |
| 29-8     | Noceto - Romagna              | 24-10     |
| 30-22    | Livorno - Pesaro              | 11-17     |
| 56-0     | Civitavecchia - Union Tirreno | 43-18     |

###### Classifica
|  |    | Squadra       | G  | V | N | P | PF  | PS  | P±   | B | Pt |
|  | -- | ------------- | -- | - | - | - | --- | --- | ---- | - | -- |
|  | 1. | Noceto        | 10 | 8 | 0 | 2 | 221 | 141 | 80   | 6 | 38 |
|  | 2. | Civitavecchia | 10 | 7 | 0 | 3 | 285 | 185 | 100  | 5 | 33 |
|  | 3. | Livorno       | 10 | 6 | 0 | 4 | 212 | 178 | 34   | 7 | 31 |
|  | 4. | Pesaro        | 10 | 6 | 0 | 4 | 223 | 226 | −3   | 5 | 29 |
|  | 5. | Tirreno       | 10 | 2 | 0 | 8 | 157 | 306 | −149 | 3 | 11 |
|  | 6. | Romagna       | 10 | 1 | 0 | 9 | 182 | 244 | −62  | 6 | 10 |

##### Pool retrocessione
| 18-1-2015 | 1ª/6ª giornata             | 29-3-2015 |
| --------- | -------------------------- | --------- |
| 32-3      | Reno Bologna - Viterbo     | 14-14     |
| 30-3      | Vasari Arezzo - Em. Cecina | 20-17     |
| 15-23     | Paganica - Modena          | 26-45     |

| 22-2-2015 | 4ª/9ª giornata          | 26-4-2015 |
| --------- | ----------------------- | --------- |
| 8-20      | Paganica - Reno Bologna | 27-42     |
| 18-5      | Vasari Arezzo - Viterbo | 13-8      |
| 25-17     | Modena - Em. Cecina     | 38-5      |

| 25-1-2015 | 2ª/7ª giornata            | 12-4-2015 |
| --------- | ------------------------- | --------- |
| 17-31     | Em. Cecina - Reno Bologna | 7-38      |
| 21-7      | Modena - Vasari Arezzo    | 15-7      |
| 7-17      | Viterbo - Paganica        | 18-16     |

| 8-3-2015 | 5ª/10ª giornata              | 3-5-2015 |
| -------- | ---------------------------- | -------- |
| 30-20    | Reno Bologna - Vasari Arezzo | 17-23    |
| 14-46    | Viterbo - Modena             | 26-39    |
| 12-28    | Em. Cecina - Paganica        | 8-32     |

| 1-2-2015 | 3ª/8ª giornata           | 19-4-2015 |
| -------- | ------------------------ | --------- |
| 23-19    | Reno Bologna - Modena    | 10-24     |
| 27-29    | Paganica - Vasari Arezzo | 18-25     |
| 16-13    | Em. Cecina - Viterbo     | 12-15     |

###### Classifica
|  |    | Squadra       | G  | V | N | P | PF  | PS  | P±   | B | Pen | Pt |
|  | -- | ------------- | -- | - | - | - | --- | --- | ---- | - | --- | -- |
|  | 1. | Modena        | 10 | 9 | 0 | 1 | 295 | 150 | 145  | 5 | 0   | 41 |
|  | 2. | Reno Bologna  | 10 | 7 | 1 | 2 | 260 | 162 | 98   | 7 | 0   | 37 |
|  | 3. | Vasari Arezzo | 10 | 7 | 0 | 3 | 192 | 161 | 31   | 1 | 0   | 29 |
|  | 4. | Paganica      | 10 | 3 | 0 | 7 | 214 | 232 | −18  | 7 | 0   | 19 |
|  | 5. | Viterbo       | 10 | 2 | 1 | 7 | 123 | 223 | −100 | 3 | 0   | 13 |
|  | 6. | Cecina        | 10 | 1 | 0 | 9 | 114 | 270 | −156 | 2 | 2   | 4  |

### Girone 3
| 5-10-2014 | 1ª/12ª giornata             | 18-1-2015 |
| --------- | --------------------------- | --------- |
| 33-12     | Paese - Veneziamestre       | n.d.      |
| 32-0      | Villadose - Bassa Bresciana | 7-42      |
| 11-27     | CUS Padova - Silea          | 17-28     |
| n.d.      | CUS Brescia - CUS Ferrara   | n.d.      |
| 17-29     | Villorba - Casale           | 3-47      |
| 53-9      | Mirano - Caimani            | 33-7      |

| 26-10-2014 | 4ª/15ª giornata             | 22-2-2015 |
| ---------- | --------------------------- | --------- |
| 12-23      | Caimani - Paese             | 11-37     |
| 20-5       | CUS Ferrara - Veneziamestre | n.d.      |
| 27-14      | Mirano - Villadose          | 15-5      |
| 43-23      | Casale - CUS Padova         | 27-15     |
| 25-16      | Bassa Bresciana - Villorba  | 8-29      |
| n.d.       | Silea - CUS Brescia         | n.d.      |

| 30-11-2014 | 7ª/18ª giornata                 | 12-4-2015 |
| ---------- | ------------------------------- | --------- |
| 24-19      | Paese - Villadose               | 26-15     |
| n.d.       | Veneziamestre - Bassa Bresciana | n.d.      |
| 22-15      | Villorba - CUS Padova           | 27-40     |
| n.d.       | CUS Brescia - Mirano            | n.d.      |
| 19-28      | Caimani - Casale                | 21-41     |
| 21-21      | CUS Ferrara - Silea             | 10-45     |

| 21-12-2014 | 10ª/21ª giornata            | 3-5-2015 |
| ---------- | --------------------------- | -------- |
| 15-25      | Villorba - Paese            | 10-29    |
| n.d.       | CUS Brescia - Veneziamestre | n.d.     |
| 19-17      | Villadose - CUS Ferrara     | 9-5      |
| 15-7       | CUS Padova - Caimani        | 27-6     |
| 47-0       | Mirano - Bassa Bresciana    | 16-13    |
| 32-5       | Casale - Silea              | 35-13    |

| 12-10-2014 | 2ª/13ª giornata              | 25-1-2015 |
| ---------- | ---------------------------- | --------- |
| 17-17      | Silea - Paese                | 16-28     |
| 16-17      | Veneziamestre - Villadose    | n.d.      |
| 13-20      | Bassa Bresciana - CUS Padova | 10-22     |
| n.d.       | Caimani - CUS Brescia        | n.d.      |
| 24-17      | CUS Ferrara - Villorba       | 15-10     |
| 13-8       | Casale - Mirano              | 23-18     |

| 2-11-2014 | 5ª/16ª giornata         | 8-3-2015 |
| --------- | ----------------------- | -------- |
| 49-3      | Paese - Bassa Bresciana | 24-3     |
| 25-25     | Veneziamestre - Silea   | n.d.     |
| 23-18     | Villadose - CUS Padova  | 20-38    |
| n.d.      | CUS Brescia - Casale    | n.d.     |
| 22-17     | Villorba - Mirano       | 17-30    |
| 20-26     | Caimani - CUS Ferrara   | 0-48     |

| 7-12-2014 | 8ª/19ª giornata           | 19-4-2015 |
| --------- | ------------------------- | --------- |
| 12-18     | Casale - Paese            | 16-16     |
| n.d.      | Villorba - Veneziamestre  | n.d.      |
| n.d.      | Villadose - CUS Brescia   | n.d.      |
| 20-25     | CUS Padova - CUS Ferrara  | 14-16     |
| 30-18     | Bassa Bresciana - Caimani | 26-7      |
| 12-7      | Mirano - Silea            | 15-32     |

| 11-1-2015 | 11ª/22ª giornata           | 10-5-2015 |
| --------- | -------------------------- | --------- |
| n.d.      | Paese - CUS Brescia        | n.d.      |
| n.d.      | Veneziamestre - CUS Padova | n.d.      |
| 36-17     | Silea - Villadose          | 34-12     |
| 0-59      | Bassa Bresciana - Casale   | 14-40     |
| 22-35     | Caimani - Villorba         | 10-55     |
| 24-30     | CUS Ferrara - Mirano       | 15-37     |

| 19-10-2014    | 3ª/14ª giornata               | 1-2-2015 |
| ------------- | ----------------------------- | -------- |
| 20-0 (a tav.) | Paese - CUS Ferrara           | 15-9     |
| 56-7          | Veneziamestre - Caimani       | n.d.     |
| 18-22         | Villadose - Casale            | 13-26    |
| 15-23         | CUS Padova - Mirano           | 30-44    |
| n.d.          | CUS Brescia - Bassa Bresciana | n.d.     |
| 10-35         | Villorba - Silea              | 12-13    |

| 9-11-2014 | 6ª/17ª giornata               | 29-3-2015 |
| --------- | ----------------------------- | --------- |
| 21-15     | Mirano - Paese                | 21-42     |
| n.d.      | Casale - Veneziamestre        | n.d.      |
| 15-27     | Villadose - Villorba          | 17-49     |
| n.d.      | CUS Padova - CUS Brescia      | n.d.      |
| 10-16     | Bassa Bresciana - CUS Ferrara | 20-26     |
| 48-20     | Silea - Caimani               | 37-19     |

| 14-12-2014 | 9ª/20ª giornata         | 26-4-2015 |
| ---------- | ----------------------- | --------- |
| 36-7       | Paese - CUS Padova      | 41-17     |
| n.d.       | Veneziamestre - Mirano  | n.d.      |
| 15-15      | Caimani - Villadose     | 0-68      |
| 50-14      | Silea - Bassa Bresciana | 27-9      |
| n.d.       | CUS Brescia - Villorba  | n.d.      |
| 14-24      | CUS Ferrara - Casale    | 7-52      |

#### Classifica
|  |     | Squadra         | G  | V  | N | P  | PF  | PS  | P±   | B  | Pen | Pt |
|  | --- | --------------- | -- | -- | - | -- | --- | --- | ---- | -- | --- | -- |
|  | 1.  | Casale          | 18 | 16 | 1 | 1  | 569 | 242 | 327  | 13 | 0   | 79 |
|  | 2.  | Paese           | 18 | 15 | 2 | 1  | 485 | 224 | 261  | 12 | 0   | 76 |
|  | 3.  | Mirano          | 18 | 13 | 0 | 5  | 467 | 303 | 164  | 10 | 0   | 62 |
|  | 4.  | Silea           | 18 | 12 | 2 | 4  | 491 | 311 | 180  | 10 | 4   | 58 |
|  | 5.  | Villorba        | 18 | 7  | 0 | 11 | 393 | 416 | −23  | 8  | 0   | 36 |
|  | 6.  | CUS Ferrara     | 18 | 8  | 1 | 9  | 318 | 383 | −65  | 5  | 4   | 35 |
|  | 7.  | CUS Padova      | 18 | 6  | 0 | 12 | 364 | 438 | −74  | 8  | 0   | 32 |
|  | 8.  | Villadose       | 18 | 6  | 1 | 11 | 373 | 386 | −13  | 5  | 0   | 31 |
|  | 9.  | Bassa Bresciana | 18 | 3  | 0 | 15 | 205 | 540 | −335 | 5  | 0   | 17 |
|  | 10. | Caimani         | 18 | 0  | 1 | 17 | 223 | 645 | −422 | 2  | 4   | 0  |
|  | 11. | Veneziamestre   | 0  | 0  | 0 | 0  | 0   | 0   | 0    | 0  | 0   | 0  |
|  | 12. | CUS Brescia     | 0  | 0  | 0 | 0  | 0   | 0   | 0    | 0  | 0   | 0  |

### Girone 4

#### Prima fase

##### Pool 1
| 5-10-2014 | 1ª/6ª giornata           | 9-11-2014 |
| --------- | ------------------------ | --------- |
| 54-19     | Primavera - Capitolina A | 13-8      |
| 30-10     | Frascati - Colleferro    | 7-22      |
| 32-18     | CUS Roma - Partenope     | 24-20     |

| 26-10-2014 | 4ª/9ª giornata          | 14-12-2014 |
| ---------- | ----------------------- | ---------- |
| 27-7       | CUS Roma - Primavera    | 21-21      |
| 32-12      | Frascati - Capitolina A | 28-22      |
| 30-21      | Partenope - Colleferro  | 6-38       |

| 12-10-2014 | 2ª/7ª giornata          | 30-11-2014 |
| ---------- | ----------------------- | ---------- |
| 5-22       | Colleferro - Primavera  | 31-45      |
| 22-29      | Partenope - Frascati    | 20-38      |
| 10-29      | Capitolina A - CUS Roma | 17-20      |

| 2-11-2014 | 5ª/10ª giornata          | 21-12-2014 |
| --------- | ------------------------ | ---------- |
| 13-16     | Primavera - Frascati     | 24-27      |
| 22-10     | Capitolina A - Partenope | 7-34       |
| 25-32     | Colleferro - CUS Roma    | 24-24      |

| 19-10-2014 | 3ª/8ª giornata            | 7-12-2014 |
| ---------- | ------------------------- | --------- |
| 47-10      | Primavera - Partenope     | 28-34     |
| 24-10      | CUS Roma - Frascati       | 18-7      |
| 19-17      | Colleferro - Capitolina A | 24-28     |

###### Classifica
|  |    | Squadra      | G  | V | N | P | PF  | PS  | P±   | B | Pt |
|  | -- | ------------ | -- | - | - | - | --- | --- | ---- | - | -- |
|  | 1. | CUS Roma     | 10 | 8 | 2 | 0 | 251 | 159 | 92   | 4 | 40 |
|  | 2. | Frascati     | 10 | 7 | 0 | 3 | 224 | 187 | 37   | 5 | 33 |
|  | 3. | Primavera    | 10 | 5 | 1 | 4 | 281 | 198 | 83   | 7 | 29 |
|  | 4. | Colleferro   | 10 | 3 | 1 | 6 | 219 | 248 | −29  | 5 | 19 |
|  | 5. | Partenope    | 10 | 3 | 0 | 7 | 204 | 286 | −82  | 4 | 16 |
|  | 6. | Capitolina A | 10 | 2 | 0 | 8 | 162 | 263 | −101 | 5 | 13 |

##### Pool 2
| 5-10-2014 | 1ª/6ª giornata           | 9-11-2014 |
| --------- | ------------------------ | --------- |
| 53-10     | Benevento - Ragusa       | 22-8      |
| 15-27     | Heliantide - Am. Messina | 12-14     |
| 23-9      | Am. Catania - Svicat     | 19-13     |

| 26-10-2014 | 4ª/9ª giornata          | 14-12-2014 |
| ---------- | ----------------------- | ---------- |
| 10-19      | Am. Catania - Benevento | 20-18      |
| 47-10      | Heliantide - Ragusa     | 29-14      |
| 26-12      | Svicat - Am. Messina    | 6-13       |

| 12-10-2014 | 2ª/7ª giornata          | 30-11-2014 |
| ---------- | ----------------------- | ---------- |
| 11-17      | Am. Messina - Benevento | 20-35      |
| 7-18       | Svicat - Heliantide     | 7-39       |
| 3-39       | Ragusa - Am. Catania    | 8-32       |

| 2-11-2014 | 5ª/10ª giornata           | 21-12-2014    |
| --------- | ------------------------- | ------------- |
| 36-17     | Benevento - Heliantide    | 27-29         |
| 13-34     | Ragusa - Svicat           | 0-20 (a tav.) |
| 16-15     | Am. Messina - Am. Catania | 6-13          |

| 19-10-2014 | 3ª/8ª giornata           | 7-12-2014           |
| ---------- | ------------------------ | ------------------- |
| 26-9       | Benevento - Svicat       | 10-12               |
| 19-3       | Am. Catania - Heliantide | 29-14 (0-20 a tav.) |
| 34-19      | Am. Messina - Ragusa     | 29-11               |

###### Classifica
|  |    | Squadra         | G  | V | N | P  | PF  | PS  | P±   | B | Pen | Pt |
|  | -- | --------------- | -- | - | - | -- | --- | --- | ---- | - | --- | -- |
|  | 1. | Benevento       | 10 | 7 | 0 | 3  | 263 | 146 | 117  | 8 | 0   | 36 |
|  | 2. | Amatori Messina | 10 | 6 | 0 | 4  | 182 | 169 | 13   | 4 | 0   | 28 |
|  | 3. | Amatori Catania | 10 | 7 | 0 | 3  | 190 | 115 | 75   | 3 | 4   | 27 |
|  | 4. | Svicat          | 10 | 4 | 0 | 6  | 143 | 173 | −30  | 4 | 0   | 20 |
|  | 5. | Heliantide      | 10 | 6 | 0 | 4  | 229 | 161 | 68   | 5 | 12  | 17 |
|  | 6. | Ragusa          | 10 | 0 | 0 | 10 | 96  | 339 | −243 | 0 | 4   | −4 |

#### Seconda fase

##### Pool promozione
| 18-1-2015 | 1ª/6ª giornata          | 29-3-2015 |
| --------- | ----------------------- | --------- |
| 3-32      | Am. Messina - Primavera | 13-41     |
| 27-16     | Benevento - Frascati    | 17-22     |
| 19-9      | CUS Roma - Am. Catania  | 32-3      |

| 22-2-2015 | 4ª/9ª giornata         | 26-4-2015 |
| --------- | ---------------------- | --------- |
| 56-3      | CUS Roma - Am. Messina | 26-11     |
| 17-24     | Benevento - Primavera  | 11-16     |
| 3-16      | Am. Catania - Frascati | 7-19      |

| 25-1-2015 | 2ª/7ª giornata          | 12-4-2015     |
| --------- | ----------------------- | ------------- |
| 24-6      | Frascati - Am. Messina  | 0-20 (a tav.) |
| 19-26     | Am. Catania - Benevento | 20-34         |
| 8-0       | Primavera - CUS Roma    | 15-22         |

| 8-3-2015 | 5ª/10ª giornata         | 3-5-2015 |
| -------- | ----------------------- | -------- |
| 0-33     | Am. Messina - Benevento | 30-34    |
| 38-12    | Primavera - Am. Catania | 10-22    |
| 11-15    | Frascati - CUS Roma     | 20-26    |

| 1-2-2015 | 3ª/8ª giornata            | 19-4-2015 |
| -------- | ------------------------- | --------- |
| 10-16    | Am. Messina - Am. Catania | 7-17      |
| 23-18    | CUS Roma - Benevento      | 18-19     |
| 0-28     | Frascati - Primavera      | 8-35      |

###### Classifica
|  |    | Squadra         | G  | V | N | P | PF  | PS  | P±   | B | Pen | Pt |
|  | -- | --------------- | -- | - | - | - | --- | --- | ---- | - | --- | -- |
|  | 1. | Primavera       | 10 | 8 | 0 | 2 | 267 | 114 | 153  | 5 | 0   | 37 |
|  | 2. | CUS Roma        | 10 | 8 | 0 | 2 | 243 | 137 | 106  | 5 | 0   | 37 |
|  | 3. | Benevento       | 10 | 6 | 0 | 4 | 235 | 188 | 47   | 8 | 0   | 32 |
|  | 4. | Frascati        | 10 | 4 | 0 | 6 | 136 | 184 | −48  | 3 | 4   | 15 |
|  | 5. | Amatori Catania | 10 | 3 | 0 | 7 | 128 | 210 | −82  | 1 | 0   | 13 |
|  | 6. | Amatori Messina | 10 | 1 | 0 | 9 | 103 | 279 | −176 | 4 | 0   | 8  |

##### Pool retrocessione
| 18-1-2015 | 1ª/6ª giornata           | 29-3-2015 |
| --------- | ------------------------ | --------- |
| 27-34     | Ragusa - Heliantide      | 6-35      |
| 31-16     | Colleferro - Svicat      | 26-13     |
| 29-15     | Partenope - Capitolina A | 28-28     |

| 22-2-2015 | 4ª/9ª giornata         | 26-4-2015 |
| --------- | ---------------------- | --------- |
| 34-17     | Colleferro - Ragusa    | 39-11     |
| 12-20     | Svicat - Capitolina A  | 40-44     |
| 6-8       | Heliantide - Partenope | 10-30     |

| 25-1-2015 | 2ª/7ª giornata            | 12-4-2015 |
| --------- | ------------------------- | --------- |
| 46-10     | Partenope - Ragusa        | 48-12     |
| 10-16     | Heliantide - Svicat       | 11-15     |
| 15-36     | Capitolina A - Colleferro | 22-43     |

| 8-3-2015 | 5ª/10ª giornata           | 3-5-2015 |
| -------- | ------------------------- | -------- |
| 26-14    | Ragusa - Svicat           | 7-24     |
| 26-10    | Capitolina A - Heliantide | 3-10     |
| 28-31    | Partenope - Colleferro    | 15-43    |

| 1-2-2015 | 3ª/8ª giornata          | 19-4-2015 |
| -------- | ----------------------- | --------- |
| 30-5     | Ragusa - Capitolina A   | 14-28     |
| 25-32    | Svicat - Partenope      | 29-44     |
| 34-0     | Colleferro - Heliantide | 31-35     |

###### Classifica
|  |    | Squadra      | G  | V | N | P | PF  | PS  | P±   | B | Pt |
|  | -- | ------------ | -- | - | - | - | --- | --- | ---- | - | -- |
|  | 1. | Colleferro   | 10 | 9 | 0 | 1 | 348 | 172 | 176  | 9 | 45 |
|  | 2. | Partenope    | 10 | 7 | 1 | 2 | 308 | 209 | 99   | 8 | 38 |
|  | 3. | Capitolina A | 10 | 4 | 1 | 5 | 206 | 252 | −46  | 4 | 22 |
|  | 4. | Heliantide   | 10 | 4 | 0 | 6 | 161 | 196 | −35  | 6 | 22 |
|  | 5. | Svicat       | 10 | 3 | 0 | 7 | 204 | 251 | −47  | 5 | 17 |
|  | 6. | Ragusa       | 10 | 2 | 0 | 8 | 160 | 307 | −147 | 3 | 11 |

## Play-off promozione

### Andata
| Paese 24 maggio 2015, ore 16 CEST | Paese                      | 24 – 32 referto | Parabiago | Stadio comunale Gianni Visentin (500 spett.)\| Arbitro: \| Filippo Bertelli (Ferrara) \| |
| Arbitro:                          | Filippo Bertelli (Ferrara) |                 |           |                                                                                          |

| Lecco 24 maggio 2015, ore 16 CEST | Lecco                     | 24 – 31 referto | Casale | Centro sportivo comunale\| Arbitro: \| Andrea Palladino (Torino) \| |
| Arbitro:                          | Andrea Palladino (Torino) |                 |        |                                                                     |

| Roma 24 maggio 2015, ore 16 CEST | CUS Roma                         | 16 – 0 referto | Noceto | Stadio Tor di Quinto\| Arbitro: \| Claudio Passacantando (L'Aquila) \| |
| Arbitro:                         | Claudio Passacantando (L'Aquila) |                |        |                                                                        |

| Civitavecchia 24 maggio 2015, ore 16 CEST | Civitavecchia          | 25 – 41 referto | Primavera | \| Arbitro: \| Federico Meconi (Roma) \| |
| Arbitro:                                  | Federico Meconi (Roma) |                 |           |                                          |

### Ritorno
| Parabiago 31 maggio 2015, ore 16 CEST | Parabiago                 | 15 – 38 referto | Paese | Centro sportivo comunale\| Arbitro: \| Matteo Liperini (Livorno) \| |
| Arbitro:                              | Matteo Liperini (Livorno) |                 |       |                                                                     |

| Casale sul Sile 31 maggio 2015, ore 16 CEST | Casale                        | 22 – 19 referto | Lecco | Stadio comunale Eugenio\| Arbitro: \| Vincenzo Schipani (Benevento) \| |
| Arbitro:                                    | Vincenzo Schipani (Benevento) |                 |       |                                                                        |

| Noceto 31 maggio 2015, ore 16 CEST | Noceto                | 22 – 13 referto | CUS Roma | Stadio Nando Capra\| Arbitro: \| Alan Falzone (Padova) \| |
| Arbitro:                           | Alan Falzone (Padova) |                 |          |                                                           |

| Roma 31 maggio 2015, ore 16 CEST | Primavera                | 43 – 7 referto | Civitavecchia | Centro sportivo Giulio Onesti\| Arbitro: \| Gabriel Chirnoaga (Roma) \| |
| Arbitro:                         | Gabriel Chirnoaga (Roma) |                |               |                                                                         |

## Verdetti
- Casale, CUS Roma, Paese e Primavera promosse in serie A
- Bergamo, Cecina, Gussago, Ragusa, Svicat, Viterbo retrocesse in serie C1